# 高岡市立牧野小学校
高岡市立牧野小学校（たかおかしりつ まきのしょうがっこう）は富山県高岡市にある公立小学校。

## 沿革
- 2016年9月に新棟設立。
- 全学年に3クラスある。（2020年12月現在）
- 1951年（昭和26年）に、射水郡牧野村立牧野小学校から、高岡市立牧野小学校と改称。
- 制服はない。体操服は、近くの学生服店で販売している。
- 「歌声タイム」というものがあったが、令和3年現在休止中。[2]

## 著名な出身者
- 塚原佳代子（女子バレーボール選手）
- 岸大誠（お笑い芸人）